# Antiguo convento franciscano (Cholula de Rivadavia)

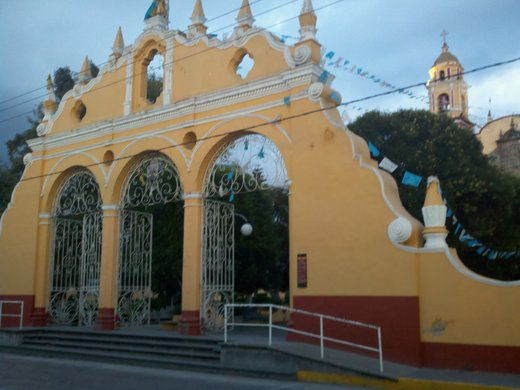
Entrada del Ex-Convento Franciscano en Cholula de Rivadabia

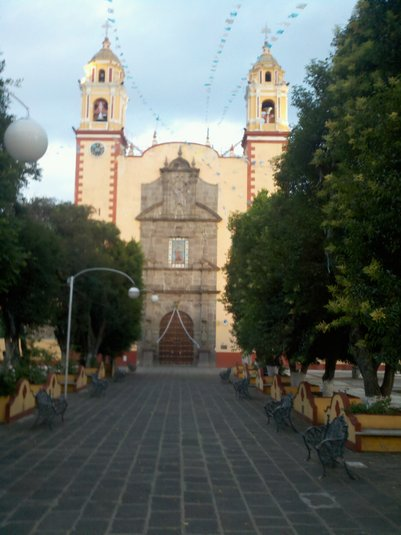
Fachada del Ex-Convento Franciscano.

El antiguo convento franciscano del siglo XVI se encuentra situado en la ciudad de Cholula de Rivadavia.

## Historia

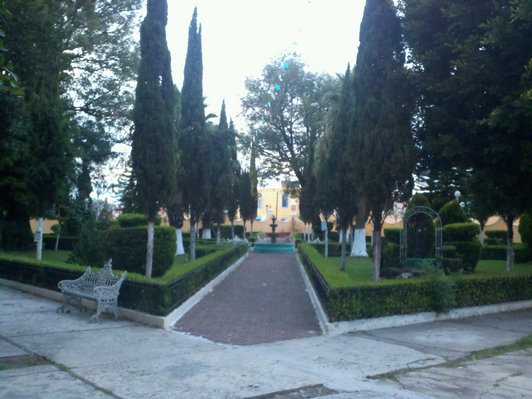
Jardín

Muy importante en la región de Cholula dedicado a San Diego de Alcalá, fundado en 1557, la bóveda se terminó en 1670 con donaciones. 

## Arquitectura
Fachada tres cuerpos: 

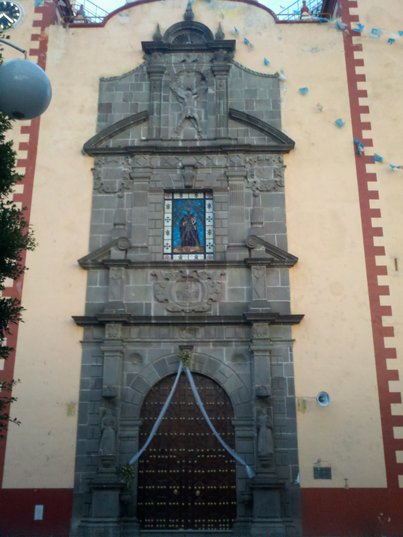
Toma frontal del Ex-Convento

- el primero,  arco de medio punto, enjuntas adornadas jambas con piletas de agua bendita, con imágenes de San Bernardino y San Francisco de Asís.
- el segundo soporta la ventana del coro, enmarcada con 2 pilastras, representado la tercera orden y San Francisco de Asís.
- el tercero lo soporta y enmarca un frontón semi-oval de San Andrés Apóstol crucificado en X.

Interior de una nave, altares neoclásicos o Barroco Republicano, retablos Salomónico de 1706 y otros de estilo Rococó francés.
La Capilla de la Soledad tiene retablo churrigueresco y pilastras muy decoradas considerada museo de pintura. La barda del atrio del siglo XIX, tiene tres arcos de columnas ochavadas, capiteles y cornisas.